# Solotauchen

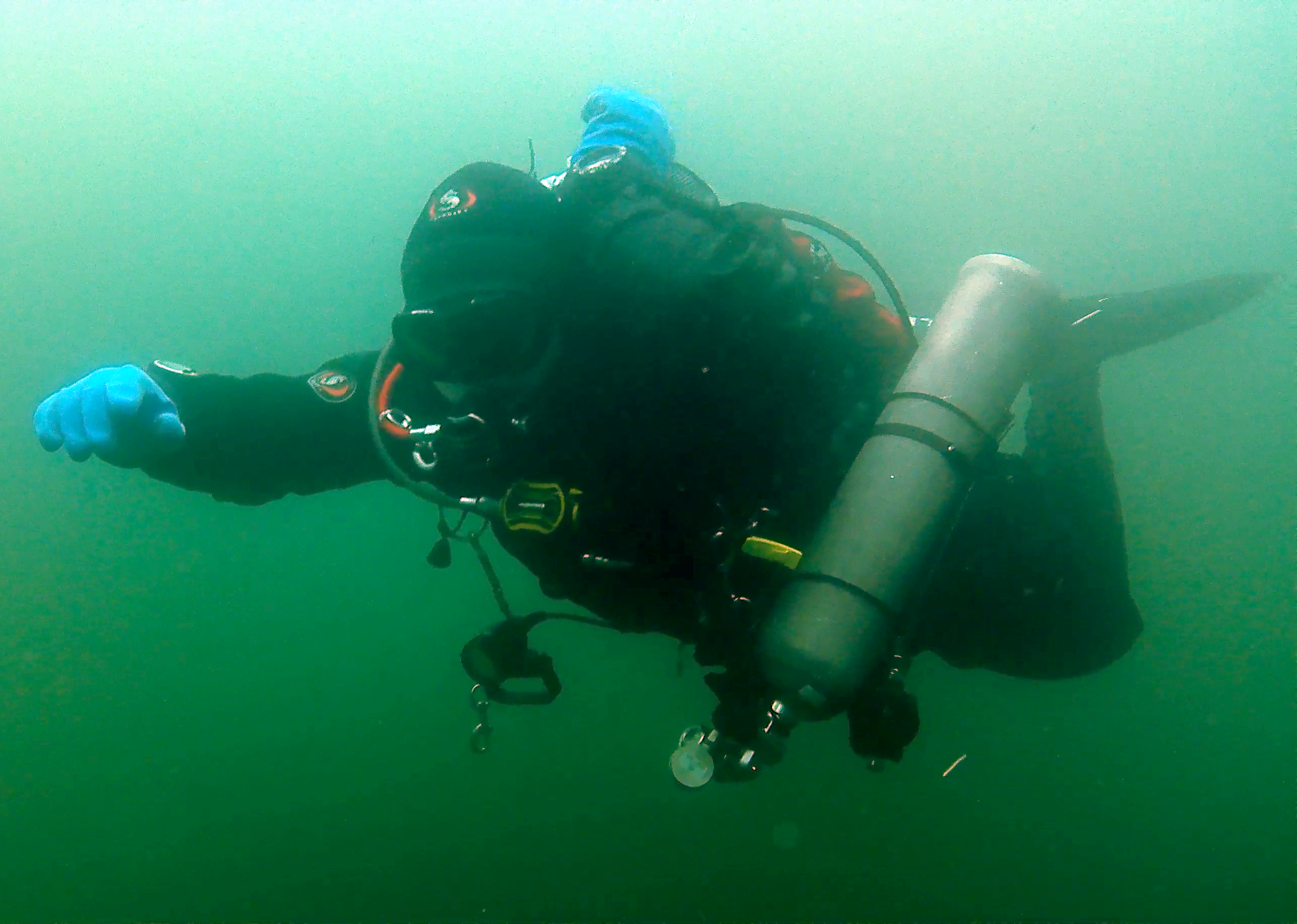
Ein Solotaucher mit einem Doppelflaschenpaket und einer Notfallflasche an der linken Seite

Solotauchen ist das Tauchen ohne einen Buddy, besonders beim Gerätetauchen, aber auch beim Apnoetauchen.
Manche Taucher ziehen das Solotauchen dem Tauchen im Buddysystem vor und betrachten sich damit als eigenverantwortlich für ihre Sicherheit.
Freizeit-Solotaucher sollten über besondere Fähigkeiten und Ausrüstung verfügen, um auszugleichen, dass ihnen kein anderer Taucher im Notfall Hilfe leisten könnte. Die nötigen Fähigkeiten und Verfahren können unter anderem in speziellen Tauchausbildungen erlernt werden, die eine Prüfung beinhalten und zu einer Zertifizierung führen. Während die meisten Tauchorganisationen früher vom Freizeit-Solotauchen abrieten, wird es seit den späten 1990er Jahren teilweise akzeptiert und für erfahrene Taucher eine entsprechende Ausbildung zu taucherischer Selbstständigkeit und redundanter Ausrüstung angeboten.

## Definition
Solotauchen wird definiert als Tauchen, das komplett oder teilweise ohne einen Buddy geplant und durchgeführt wird. Dies gilt auch:
- wenn ursprüngliche Buddys nach einer (geplanten, zumindest aber in Betracht gezogenen) Trennung unabhängig voneinander weiter tauchen,
- wenn andere Taucher zwar in der Nähe, aber nicht für die Sicherheit des Solotauchers mitverantwortlich sind, oder
- wenn Mittaucher objektiv nicht in der Lage sind, auf einen eventuellen Notfall angemessen zu reagieren.

Das ungeplante Tauchen ohne Buddy, weil man beispielsweise den Kontakt zu diesem während eines Tauchgangs verloren hat, ist der Definition nach kein Solotauchen, denn es fehlt dabei in der Regel an der entsprechenden Vorbereitung und Ausrüstung. Man taucht in diesem Fall alleine und hat nach den Richtlinien der Tauchsportverbände den Tauchgang auf dem kürzesten möglichen Weg zu beenden.
Der Begriff Solotauchen wird fälschlicherweise auch angewendet, wenn Buddys nicht aufmerksam genug oder in ausreichender Nähe sind, um effektiv als Buddy zu fungieren. Dies wird auch als „Same-Ocean-Buddy-Tauchen“ bezeichnet.
Üblicherweise nicht als Solotauchgänge bezeichnet werden Tauchgänge, bei denen der Taucher zwar alleine im Wasser ist, aber über eine Leinen- und/oder Sprechverbindung mit einem Unterstützungsteam an der Oberfläche verbunden ist, wo auch ein Sicherungstaucher zur Verfügung steht. Dies ist regelmäßig der Fall beim oberflächenversorgten Tauchen, Berufstauchen, Rettungstauchen und Tauchen mit einem Panzertauchanzug.

## Geschichte
Ursprünglich waren die meisten Tauchgänge Solotauchgänge, während das Buddytauchen in erster Linie für Freizeittaucher in der Mitte des 20. Jahrhunderts entwickelt wurde.

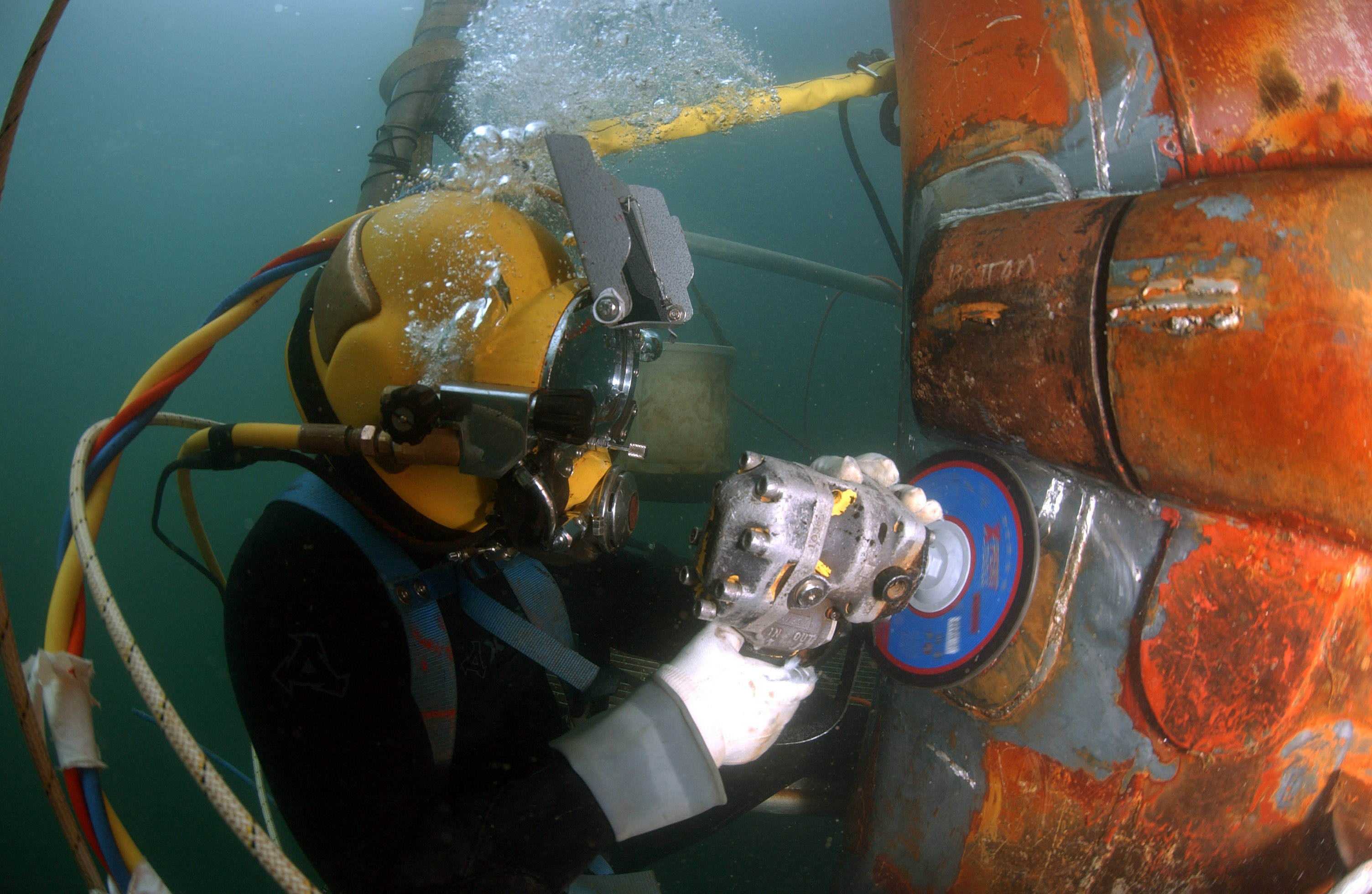
Arbeitstaucher sind bis heute in der Regel alleine im Wasser.

Freitaucher, die z. B. nach Schwämmen oder Perlmuscheln suchten, tauchten traditionell alleine oder mit einem Assistenten an der Oberfläche zur Unterstützung beim Einbringen eines Fanges bzw. einer Ernte. Viele frühe Taucherglocken waren nur groß genug für einen einzelnen Benutzer. Als das oberflächenversorgte Tauchen entwickelt wurde, war es üblich, dass nur ein Taucher im Wasser war, sofern die Arbeit nicht mehr Taucher erforderte. Dies ist bis in die heutige Zeit erhalten geblieben, wobei mittlerweile ein Sicherungstaucher den eigentlich arbeitenden Taucher absichert, der in ständigem Kontakt mit dem Oberflächenteam steht.
Das Sporttauchen hat seine Wurzeln in einer Vielzahl kleiner Schnorchel- und Speerfischer-Vereine aus den Jahrzehnten um den Zweiten Weltkrieg. In den 1940er Jahren – nach der Erfindung des Atemreglers durch Cousteau und Gagnan – wurden die ersten Unterwasser-Atemgeräte für Sportzwecke in den Einzelhandel gebracht. Als sich die Sportart in den 1950er Jahren ausdehnte, begannen mehrere Sportorganisationen – insbesondere die Young Men’s Christian Association (YMCA) – Tauchkurse für begeisterte Schwimmer anzubieten, womit auch die Festlegung von damals als geeignet erachteten Regeln für das Sporttauchen einsetzte. Das Buddysystem wurde analog zur „Schwimme nie alleine“-Regel der YMCA-Schwimm- und Rettungsschwimmkurse für nützlich gehalten. Unabhängig davon führte Cousteau ein Buddysystem, nachdem sich in der frühen Zeit des Forschungstauchens mehrere schwere Tauchunfälle ereignet hatten. Die nützlichen Aspekte des Buddytauchens hatten sich bereits entwickelt, darunter die gegenseitige Überprüfung der Ausrüstung vor Tauchgängen, die verbesserte Hilfeleistung bei möglichem Hängenbleiben in Leinen und Netzen oder bei Versagen von Ausrüstungsteilen, sowie die Verstärkung des Gemeinschaftserlebnisses. Die YMCA hatte erheblichen Einfluss auf die Brevetierung von Tauchern in den ersten 50 Jahren dieser Sportart. Als verschiedene Tauchkurse von aufkommenden Zertifizierungsorganisationen wie der National Association of Underwater Instructors (NAUI), der Professional Association of Diving Instructors (PADI) und dem British Sub-Aqua Club (BSAC) aufgenommen wurden, inspirierte das Prinzip des Buddytauchens zu einem der beiden Mantras des Freizeittauchens: „Halte nie den Atem an!“ und „Tauche nie allein!“
Anfang bis Mitte der 1990er Jahre wurden Solotaucher öffentlich sichtbarer und offener über ihre alternative Philosophie zum sicheren Tauchen, obwohl die Freizeittauchbranche am Buddysystem festhielt. Erst 1999 führte Scuba Diving International (SDI) einen speziellen Kurs zum Solotauchen ein. Mehrere andere Organisationen folgten diesem Beispiel und führten Kurse mit dem Titel „Self-reliant Diver“ (Selbstständiger Taucher) und Variationen dieses Begriffes ein. Letzteres mit dem Gedanken, die Fähigkeiten des Tauchers zu verbessern, ohne notwendigerweise allein zu tauchen. Auf dem „Rebreather Forum 3“ im Jahr 2012 war eine nennenswerte Minderheit der Teilnehmer der Ansicht, dass es unter bestimmten Umständen akzeptabel sei, mit einem Rebreather solo zu tauchen.
Bis heute haben viele Taucher große Vorbehalte gegenüber dem Solotauchen, sodass teilweise nicht offen über das Thema gesprochen wird, obwohl viele Taucher zumindest gelegentlich solo tauchen. Besonders Tauchlehrer sprechen oft nur mit vorgehaltener Hand über das Thema, da sie Repressionen ihrer Zertifizierungsorganisationen befürchten.

## Gründe für das Solotauchen

### Schwächen des Buddysystems
Grundsätzlich sollen beim Tauchen Unfälle und Gefahrensituationen nach Möglichkeit vermieden, zumindest aber schadfrei überlebt werden. Beim Tauchen in einer Gruppe von zwei oder drei Personen wird dies erreicht, indem die Taucher kooperieren und sich im Bedarfsfall gegenseitig retten oder eine Rettung unterstützen. Tauchbuddys sind in einer Notsituation häufig zwingend auf die gegenseitige Hilfe angewiesen.
Das Buddysystem funktioniert nur, solange alle Taucher im Team in der Lage sind, den anderen Tauchern nötigenfalls Hilfe zu leisten. Dies ist aber in vielen denkbaren Situationen nicht der Fall:

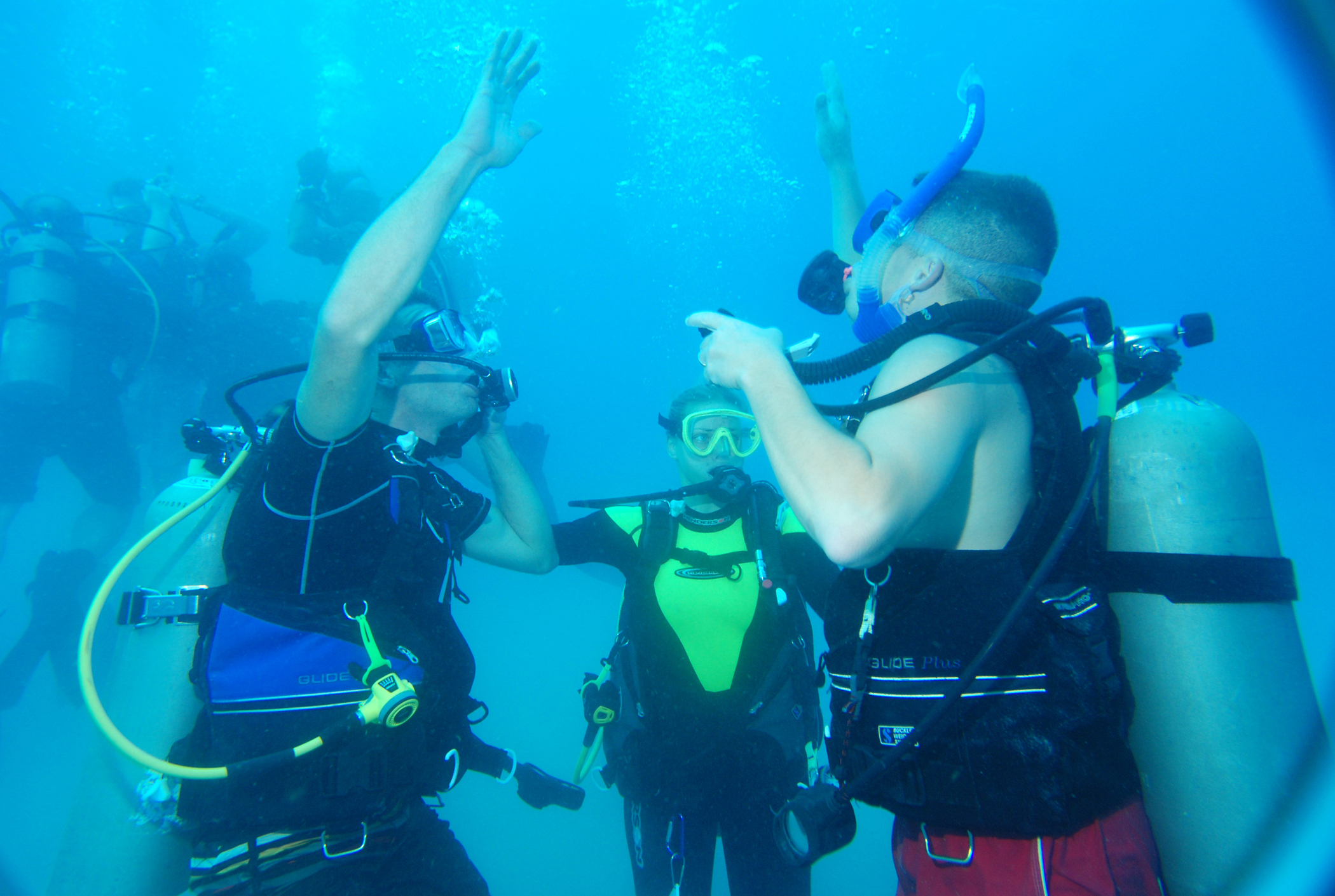
Eine Tauchlehrerin (Mitte) mit zwei Schülern.

- Tauchlehrer sind faktisch nicht Teil eines funktionierenden Buddyteams, da sie mit Schülern tauchen, die unter Umständen noch nicht in Rettungstechniken ausgebildet sind.[12][20] Auch eine Gruppe aus Tauchschülern ist kein wirksames Buddyteam.
- Auch sehr unerfahrene Taucher oder Taucher, die sehr selten tauchen, können unter Umständen nicht erfolgreich Hilfe leisten, da sie sich noch stark auf sich selbst konzentrieren müssen und Notfalltechniken nicht, bzw. nicht mehr beherrschen. Werden sie in einer Notsituation gefordert, ist die Gefahr groß, dass sie selbst in Gefahr geraten und in der Folge verunfallen.[21]
- Unselbstständige Taucher können von ihrem Buddy in vielerlei Hinsicht abhängig sein, z. B. hinsichtlich der Navigation, der Tiefenkontrolle, eines Sicherheitsstopps oder sogar der Bedienung der Ausrüstung. Auch wenn ihr Tauchpartner nicht direkt in eine Notsituation gerät, sondern sie nur von diesem getrennt werden, kann hieraus eine Gefahrensituation entstehen, wenn der unselbstständige Taucher nicht mehr die notwendige Unterstützung erhält. Dieses Phänomen resultiert aus dem Buddysystem, da sich manche Taucher zu sehr darauf verlassen, dass immer ein Buddy anwesend ist.[22]
- Wenn Taucher z. B. auf Reisen in zufällige Buddyteams zusammengestellt werden, kennen sich die Teammitglieder oft nicht oder nur flüchtig und können teilweise nur schlecht vorab kommunizieren, auch aufgrund von sprachlichen Unterschieden. Hieraus kann folgen, dass sowohl die Interessen des anderen, als auch eventuelle Eigenheiten oder Besonderheiten dem Tauchpartner nicht bekannt sind. Das wiederum kann zu verschiedenen Vorstellungen über den Ablauf des Tauchgangs führen, aber auch zu Problemen bei der Hilfeleistung in Notsituationen. (Beispielsweise wenn Vorerkrankungen nicht bekannt sind.)[12][21]
- Eine ähnliche Problematik ergibt sich bei auch nur unterschiedlicher Interessenlage für den Tauchgang. Wenn die Taucher unterschiedliche Ziele verfolgen, ist die Gefahr groß, dass sie sich weit voneinander entfernen, bzw. nicht aufeinander achten und sich möglicherweise sogar voneinander trennen.[23]

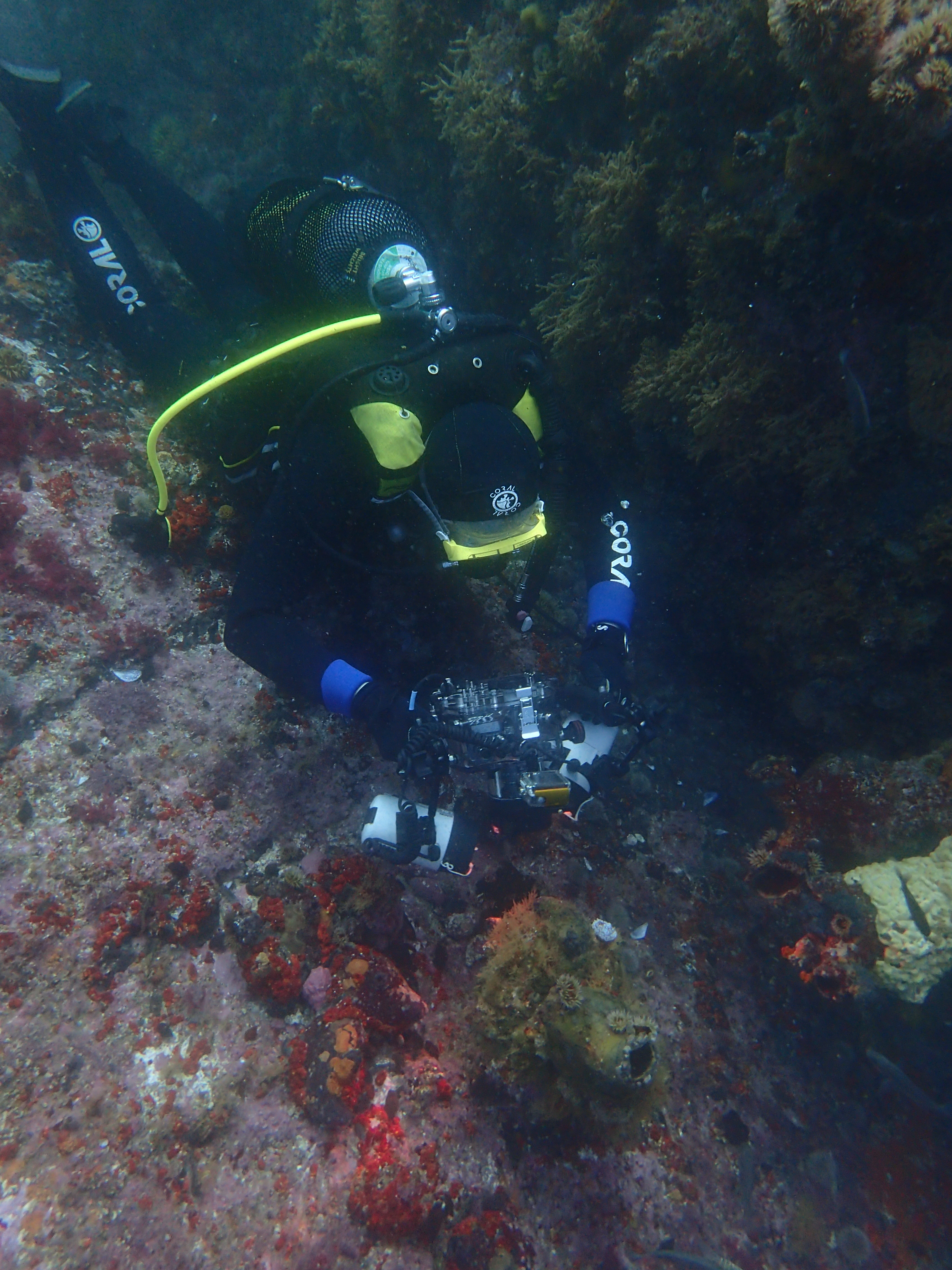
Ein Unterwasserfotograf konzentriert sich auf die Komposition seines nächsten Fotos.

- Unterwasserfotografen und -videografen sind oft nicht in echten Buddyteams eingebunden, da sie sich stark auf die Aufnahme der gewünschten Bilder zu konzentrieren und weniger auf den Tauchpartner. Sie sind dann oft nur „Same-ocean-Buddys“, was bedeutet, dass sie von ihren Buddys weit entfernt sind, oder so auf ihre Kamera fokussiert sind, dass sie eine Notsituation nicht rechtzeitig bemerken würden. Dies bringt viele erfahrene Unterwasserfotografen dazu, solo zu tauchen, da sie einem Buddy nicht rechtzeitig Hilfe leisten könnten, solche Hilfe aber auch nicht von einem Buddy erwarten.[21]
- Selbes gilt oft für Unterwasserjäger, die sich auf ihre Beutetiere zu konzentrieren.[24]

In diesen Situationen müssen sich die Taucher, bzw. deren Buddys darüber im Klaren sein, dass sie zwar formal im Buddysystem tauchen, dieses aber im Ernstfall sehr wahrscheinlich scheitern würde. Sie sind daher eher als Solotaucher zu sehen und sollten sich entsprechend vorbereiten.
Auch wenn die Tauchpartner sich fachgerecht gegenseitig absichern, kann das Buddysystem an sich zu zusätzlichen Gefahren führen. Eine Möglichkeit hierfür ist eine Art Gruppenzwang. Wenn ein Taucher sich unwohl fühlt oder tatsächliche Probleme hat, ist es möglich, dass er den Tauchgang dennoch aus falscher Rücksicht auf die Interessen des anderen Tauchers nicht abbricht und somit ein negatives Taucherlebnis hat. Dies kann auch beidseitig auftreten, wenn eigentlich beide Taucher z. B. aufgrund der Bedingungen den Tauchgang lieber nicht durchführen würden, es aber trotzdem tun.
Grundsätzlich ergibt sich beim Buddytauchen das Problem, dass der Tauchgang unterbrochen oder abgebrochen werden muss, wenn sich die Tauchpartner aus den Augen verlieren. Dies kann aus mangelnder Aufmerksamkeit oder Ablenkung passieren und wird durch schlechte Sichtverhältnisse begünstigt. Es kommt vor, dass Taucher im Wasser verwechselt werden und ein Taucher sich irrtümlich einer anderen Gruppe anschließt, die nicht bewusst auf ihn achtet. In Einzelfällen wollen Taucher Restriktionen des Solotauchens umgehen und tauchen mit einem Buddy ab, den sie dann aber alleine lassen. Der verbliebene Taucher muss den Tauchgang dann den Richtlinien für das Buddysystem entsprechend nach kurzer Suche abbrechen und zur Oberfläche zurückkehren.
Die Schwächen des Buddysystems ergeben sich also nicht aus dem System an sich, sondern aus dessen oft mangelhafter Ausübung. Solotaucher geben oft an, sich daher nicht auf andere Taucher verlassen zu wollen und sich selbst bestmöglich vorzubereiten.

### Weitere Gründe
Neben den Schwächen des Buddysystems, die man beim Solotauchen teilweise umgeht, hat das Solotauchen auch eigene Vorteile. Entsprechend halten viele erfahrene Taucher Solotauchen für einen gangbaren Weg für entsprechend ausgebildete, ausgerüstete und fähige Freizeittaucher. Sie haben oft mehrere Gründe, sich für das Solotauchen zu entscheiden. Hierzu zählen:
- Statt sich auf das Buddysystem zu verlassen, versuchen Solotaucher vollkommen selbstständig zu sein und sind bereit, die volle Verantwortung für ihre eigene Sicherheit beim Tauchen zu übernehmen.[1][2][20] Es besteht also hohe Eigenverantwortlichkeit und geringe Abhängigkeit von anderen.
- Solotaucher sind nicht an die Verfügbarkeit eines Buddys gebunden und können auch tauchen, wenn kein vertrauenswürdiger und bekannter Buddy verfügbar ist.[12]
- Einige Taucher tauchen im Buddyteam, wenn ein ihnen bekannter und vertrauter Buddy zur Verfügung steht, aber tauchen solo, wenn sie sonst einem potenziell unzuverlässigen, inkompetenten oder gefährlichen Tauchpartner zugeordnet würden.[1]
- Nach einem Tauchunfall mit einem Buddy besteht das Risiko, hierfür verantwortlich gemacht zu werden. (Siehe Rechtliche Grundlagen.) Dies kann ein Grund sein, um alleine zu tauchen.[12][25]
- Der Taucher kann es einfach persönlich vorziehen, alleine zu tauchen.[1] Sie finden Gefallen an der Einsamkeit des Solotauchens und am Gefühl der Selbstständigkeit. Sie haben ein gutes Gefühl dabei, sich allein auf die eigenen Fähigkeiten zu verlassen.[24] Andere – vor allem sehr erfahrene – Taucher genießen das Gefühl der Freiheit, nicht auf jemand anderen als sich selbst aufpassen zu müssen und daher das eigene Ziel für den Tauchgang zu erreichen, ohne Kompromisse eingehen zu müssen.[24]
- Es gibt Taucher die sehr speziellen Unterwasseraktivitäten nachgehen, aber niemanden finden, der dieses spezifische Interesse hinreichend teilt, um mit ihnen zu tauchen. Die Option, dann einfach nicht zu tauchen ist keine praktikable Lösung, da der Taucher dann dauerhaft seinem Interesse nicht folgen kann. Tauchen mit Buddys, die sich schnell langweilen oder ermüden, ist zudem für keinen der Beteiligten ein langes Vergnügen. Wenn die Unterwasseraktivität nur für eine Person interessant ist, ist Solotauchen die einzige Option, der Aktivität nachzugehen.[12][24]
- Beim Fotografieren oder Filmen scheuer Tiere ist ein Erfolg wahrscheinlicher, wenn nur ein Taucher das Objekt stören kann. Die Störung kann auch durch das Tauchen mit Kreislauftauchgeräten verringert werden, wobei Geräusche durch Blasen vermieden werden, jedoch werden Störungen dadurch nicht vollkommen vermieden.[3]
- Die meisten Tiefenrekorde werden von Solotauchern aufgestellt. Üblicherweise steht hierbei ein umfangreiches Unterstützungsteam zur Verfügung, für den eigentlichen Rekordversuch ist der Taucher aber nahezu immer alleine und verlässt den Bereich, in dem eine Rettung wahrscheinlich wäre.[26]

Einige Taucher sind der Ansicht, es sei unvermeidlich, in Situationen zu geraten, in welchen sie sich vor allem selbst helfen müssen und sich nicht auf die Hilfe eines anderen verlassen können. Sie bereiten sich daher entsprechend vor, auch wenn sie vorwiegend im Buddysystem tauchen. Ein Solotaucher kann also tatsächlich alleine tauchen gehen, wird aber durch seine Selbstständigkeit, seine geschulte Aufmerksamkeit und sein besonderes Risikobewusstsein auch in einem Buddyteam tauchen können.

## Risiko

### Statistik
Es gab lang große Uneinigkeit über die relative Sicherheit und die Vorzüge des Solotauchens. Bis 2003 gab es kaum Statistiken zum Einfluss des Solotauchens auf die Sicherheit, da das Thema nicht gesondert untersucht wurde. Ein Bericht des British Sub-Aqua Club (BSAC) aus dem Jahr 2006 zieht den Schluss, „dass aufgrund der Belege aus verfügbaren Statistiken und der Risikoanalyse das steigende Risiko aus der Erlaubnis geplanten Solotauchens inakzeptabel“ sei. Die der Statistik zugrunde liegenden Daten, die die Gefahren des Solotauchens aufzeigen sollen, sind fragwürdig: Taucher, die alleine ums Leben kommen, aber ursprünglich in einem Buddyteam getaucht waren, wurden oft als „solo getaucht“ gewertet, aber ob die Trennung eine Folge des Unfallereignisses war oder dessen Ursache, wird nicht untersucht. Auch Taucher, die zwar alleine tauchen, aber ohne die speziellen Anforderungen an das Solotauchen zu beachten, müssten in solchen Untersuchungen gesondert betrachtet werden.
Aktuelle Studien zeigen, dass sich bei tödlichen Unfällen beim Tauchen mit einem Buddy 57 % der tödlichen Verläufe einstellten, nachdem sich die Buddys voneinander getrennt hatten. Diese Fälle können dem Versagen des Buddysystems eher zugeordnet werden, als dem Versagen eines Solotauchsystems. Eine weitere Schwierigkeit solcher Statistiken ist, dass bestimmte gefährliche Tauchpraktiken (z. B. Höhlentauchen) häufig solo ausgeübt werden. Daher ist es fraglich, ob ein Todesfall unter solchen Umständen dem Solotauchen oder dem Höhlentauchen zuzuschreiben ist. Die vom BSAC zur Einstufung des Solotauchens als riskante Praxis herangezogenen Zahlen zeigen, dass zwischen 2001 und 2008 alle bis auf einen der auf das Solotauchen bezogenen Todesfälle ursprünglichen Buddytauchern passierte, die sich vor oder während des tödlichen Ereignisses trennten (75 %). Andere Taucher (20 %) bewegten sich weit außerhalb der für das Solotauchen empfohlenen Grenzen von sowohl SDI, als auch PADI (siehe unten). Zwei weitere Verunfallte waren keine Gerätetaucher, sondern Schnorchler.
In nahezu jeder Situation sind zwei kompetente, im Grunde vollkommen selbstständige Taucher, die einen bestimmten Tauchgang in einem Buddyteam ausführen, einem geringeren Risiko ausgesetzt, als dieselben zwei Taucher, die denselben Tauchgang voneinander getrennt unternehmen. Dies wirft jedoch die Frage auf „Wie oft trifft diese Beschreibung auf normale Buddytaucher zu?“ Bei der Betrachtung der Risiken des Solotauchens müssen auch die alternativen Risiken betrachtet werden, die hauptsächlich mit dem Buddytauchen verbunden sind. Die größte Gefahr für Sporttaucher ist ein Mangel an Erfahrung: 60 % aller Todesfälle beim Tauchen haben mit Tauchern zu tun, die weniger als 20 Tauchgänge absolviert haben. Das Buddysystem selbst kann eine Risikoursache sein. Eine Studie aus dem Jahr 2006 zeigte, dass 52 % der Buddytaucher schon einmal durch das Verhalten ihres Buddys in Gefahr geraten sind.

### Risikomanagement
Es gibt Risiken, die speziell mit dem Solotauchen verbunden sind. Für die meisten davon können jedoch Vorkehrungen getroffen und ihre Auswirkungen durch die Nutzung der richtigen Ausrüstung vermindert werden. Beim technischen Tauchen wird kritische Ausrüstung standardmäßig redundant mitgeführt und Selbstständigkeit wird stärker gefordert und gelehrt, als beim einfachen Freizeittauchen. Diese Philosophie sollte auch von Solotauchern angewendet werden.
Grundsätzlich stellt sich beim Risikomanagement für das Solotauchen die Frage, wodurch ein Taucher auf einen Tauchpartner angewiesen sein kann. Mögliche Szenarien sind unter anderem:
- Der tatsächliche oder funktionale Verlust eines wichtigen Ausrüstungsgegenstandes, wie z. B. des Tauchcomputers, der Tauchlampe, der Tauchmaske oder der Flossen. In diesen Fällen kann der Tauchpartner entweder den Verlust durch seine eigene mitgeführte Technik kompensieren oder dem Taucher zumindest helfen, den Tauchgang kontrolliert zu beenden.
- Der tatsächliche oder funktionale Verlust der Atemgasversorgung. Für diesen Fall hat der Tauchpartner einen zweiten Atemregler, den er dem Taucher zur Verfügung stellen kann, sodass beide Taucher aus einem Tauchgerät atmen. Bei richtiger Tauchgangsplanung reicht das Atemgas aus, um beide Taucher kontrolliert an die Oberfläche zu bringen.
- Der Verlust von Tauchblei. Der Tauchpartner kann einen unkontrollierten Aufstieg an die Oberfläche bremsen.
- Ein Defekt der Tarierweste und/oder des Trockentauchanzuges, was zum Verlust von Auftrieb führt. Der Tauchpartner kann ein Absinken auf den Grund durch Einsatz seiner eigenen Tariermittel verhindern.
- Der Taucher verfängt sich in einer Leine oder in einem Netz oder wird auf andere Weise eingeschlossen. Der Tauchpartner kann ihn aus dieser Situation befreien.

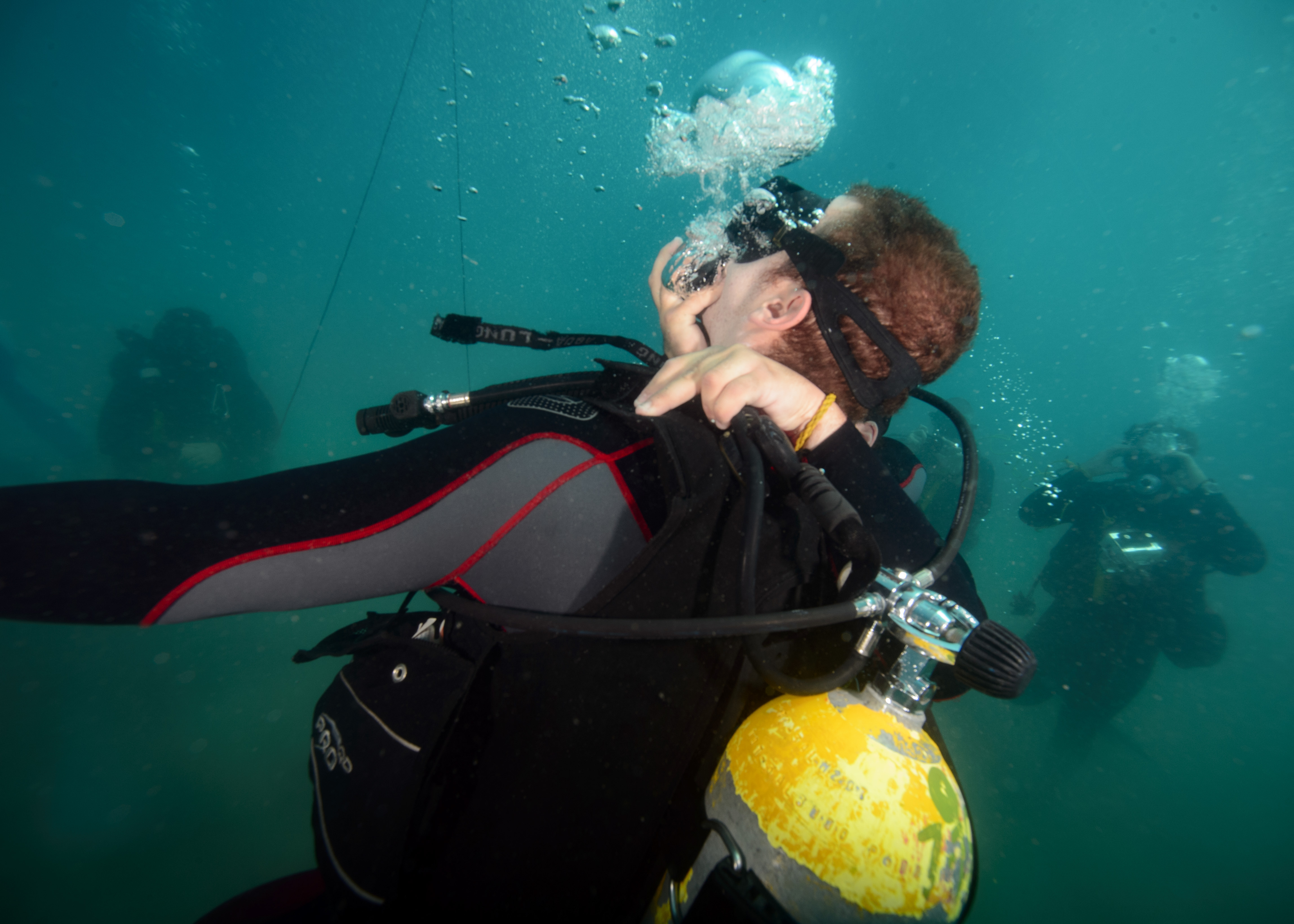
Rettung eines bewusstlosen Tauchers durch den Tauchpartner (Übung)

- Der Taucher verliert das Bewusstsein ganz oder teilweise oder hat ein anderes medizinisches Problem, das seine Handlungsfähigkeit einschränkt. Der Tauchpartner kann ihn notfallmäßig an die Oberfläche bringen und dort weitere medizinische Maßnahmen einleiten.
- Der Taucher gerät in Panik. Der Tauchpartner kann ihn entweder beruhigen oder notfallmäßig zur Oberfläche begleiten.
- Der Taucher macht einen Fehler bei der Planung, der Vorbereitung oder der Durchführung des Tauchgangs. Der Tauchpartner kann den Fehler bemerken und beheben.

Diese Fälle müssen durchdacht und eine Lösung gefunden werden, wie das Fehlen des Tauchpartners kompensiert wird. Daraus ergibt sich z. B. eine veränderte Ausrüstung, verstärkte Ausbildung, die Nutzung von Checklisten oder auch die Einhaltung bestimmter Grenzen für Tauchgänge.
Da jedoch nicht alle Risiken vollständig beseitigt werden können, ist es für Solotaucher von hoher Bedeutung, ein angemessenes Risikobewusstsein zu entwickeln. Sie nehmen gewisse Risiken möglicherweise bewusst in Kauf. Dies geschieht nicht unbedingt aus Leichtsinn, sondern aus einer persönlichen Abwägung der Risiken und der Vorteile. Der Taucher trifft in diesem Fall eine mündige Entscheidung, wogegen ein Buddytaucher diese Erwägungen häufig nicht anstellt und sich möglicherweise Risiken aussetzt, die er bei Kenntnis aller Informationen eigentlich nicht einzugehen bereit wäre.

### Etablierte Regeln
Ausbildungsorganisationen und Buchautoren sprechen in ihren Kursen Empfehlungen aus, in welchem Rahmen sich Solotaucher bewegen sollen:
- Das Solotauchen soll sich innerhalb der Grenzen des Sporttauchens bewegen. (Nicht übermäßig tief, keine geplanten Dekompressionsstopps, kein Eindringen in Wracks oder Höhlen, keine Kreislauftauchgeräte.)[24][33]
- Keine Solotauchgänge durchführen, die die Grenzen der persönlichen Erfahrung erheblich überschreiten.[24][33]
- Keine Solotauchgänge an Stellen durchführen, an denen Gefahren durch Verheddern oder Einschluss bekannt sind.[34]
- Solotauchgänge bleiben innerhalb der Tiefengrenze, für die ein angemessenes Notausstiegssystem und die passende Ausrüstung mitgeführt werden und für die die relevanten Notfallszenarien erfolgreich vom Taucher geübt wurden.[24][33]
- Der Solotaucher soll sich nicht weiter vom Einstiegspunkt (Ufer, Boot) entfernen, als er ohne Probleme an der Oberfläche in voller Ausrüstung schwimmen kann. Der Taucher erhält und übt seine Navigationsfähigkeiten bei Solotauchgängen, um dies im Ernstfall sicherzustellen.[24][33]
- Der Taucher muss mit seiner Ausrüstungskonfiguration vertraut und in der Lage sein, die Ausrüstung jederzeit leicht zu erreichen und zu bedienen.
- Ein Solotaucher muss besonders auf seine Gesamtkondition und Gesundheit achten und auf die Grenzen, die sich für ihn im Falle eines Notfalles ergeben können.[21]
- Ein Solotaucher sollte immer einen konservativeren Tauchplan verfolgen als mit einem ebenso kompetenten Tauchbuddy.[24]

Die Empfehlungen sind vor dem Hintergrund der Zugangsvoraussetzungen zu sehen, die für die Kurse gestellt werden. So werden zwar nur erfahrene Taucher zu Solotauchern ausgebildet, sie müssen aber nicht zwangsläufig Kenntnisse zu speziellen Arten des Tauchens haben. Taucher, die in diesen besonderen Bereichen ebenfalls sehr erfahren sind, können auch – nach einer entsprechenden Risikoanalyse – diese empfohlenen Bereiche verlassen und z. B. auch mit Kreislauftauchgeräten oder in Höhlen solo tauchen.
Für Apnoetaucher wird allgemein vom Solotauchen abgeraten, wobei der Standardfall für Freitaucher ist, dass sie alleine tauchen und sie ein anderer Taucher von der Oberfläche aus überwacht. Es gibt dennoch Apnoetaucher, die eigenverantwortlich ohne einen Partner tauchen gehen.

## Ausrüstung

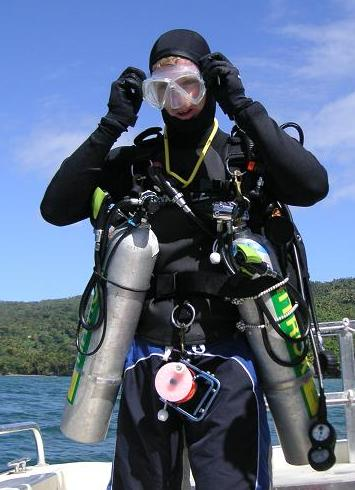
Die Sidemount-Konfiguration ist eine Möglichkeit der redundanten Atemgasversorgung.

Neben den Verhaltens- und Ausbildungsregeln existieren auch Empfehlungen zur Ausrüstung, die auf das Solotauchen anzupassen ist. Diese resultieren aus der Risikoanalyse. Die zusätzlich mitzuführende Ausrüstung ist notwendig, weil der Tauchpartner, der normalerweise die Rückfallebene darstellt, nicht zur Verfügung steht. Üblicherweise werden folgende Ausrüstungsgegenstände mitgeführt:
- Eine zweite Möglichkeit zur Atemgasversorgung. Dies ist auf jeden Fall immer dann notwendig, wenn ein kontrollierter schwimmender Notaufstieg ein nicht akzeptables Risiko darstellen würde. Die Ausgestaltung der redundanten Atemgasversorgung ist ein Diskussionsgegenstand und nicht eindeutig geregelt. Während für einige Taucher die Nutzung eines Paketes aus zwei mit einer absperrbaren Brücke verbundenen Tauchflaschen akzeptabel ist, sind andere (z. B. SDI) der Ansicht, dass nur ein zweites komplett unabhängiges Tauchgerät die Anforderungen an Redundanz in der Luftversorgung erfüllt. Praktisch gelöst wird dies z. B. in Form einer sogenannten Pony-Flasche, zweier nicht verbundener Flaschen in einem Doppelpaket, zweier Sidemount-Flaschen oder einer zusätzliche Stage-Flasche mit jeweils separaten Drucklufttauchgeräten. Unstrittig ist, dass die redundante Atemgasversorgung auch die Möglichkeit bieten muss, sowohl die Tarierung weiterhin zu ermöglichen, als auch die Menge der Atemgasreserve über ein Manometer zu kontrollieren.
- Das Atemgas wird sehr konservativ geplant (mindestens nach der Drittel-Regel: ein Drittel der Luft für den Hinweg, ein Drittel für den Rückweg und ein Drittel als Reserve). Die Aufteilung auf die mitgeführten Tauchgeräte muss garantieren, dass auch bei Komplettausfall einer Luftversorgung der Tauchgang problemlos beendet bzw. abgebrochen werden kann.

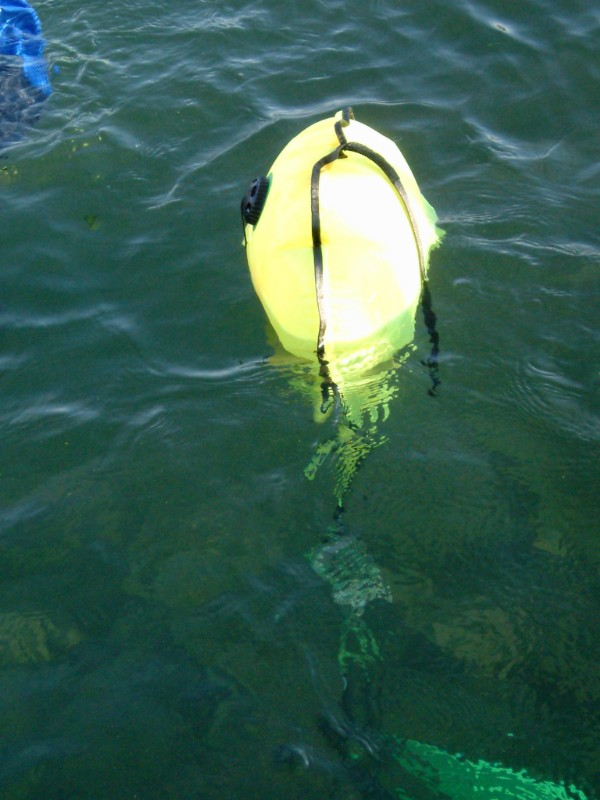
Ein kleiner Hebesack, wie er verwendet wird, um im Notfall Auftrieb für den Taucher zu erzeugen.

- Eine zweite Möglichkeit neben der Tarierweste, um positiven Auftrieb herzustellen. Dies kann in gewissen Grenzen durch einen Trockentauchanzug realisiert werden, aber auch mit einer Tarierweste, die über eine zweite, unabhängige Luftblase verfügt, oder durch einen Hebesack, der im Bedarfsfall mit Luft gefüllt wird.
- Eine zweite Tauchmaske. Diese wird an der anderen Ausrüstung befestigt, oder in einer Tasche mitgeführt und kann bei einem Defekt oder Verlust der Tauchmaske aufgesetzt werden.
- Ein Schnorchel, um längere Entfernungen an der Wasseroberfläche schwimmend zurückzulegen. Schnorchel werden von manchen Tauchern zwar immer mitgeführt, von vielen aber nicht, da er bei vielen Tauchgängen nicht benötigt wird und eher als störend wahrgenommen wird.
- Eine zweite Möglichkeit, die aktuelle Tauchtiefe zu bestimmen. Dies kann ein zweiter Tauchcomputer, aber auch ein einfacher Tiefenmesser sein. Abhängig von der Art des Tauchgangs kann ein zweiter Tauchcomputer oder auch ein sog. Bottomtimer, also ein Tiefenmesser, der auch die Tauchzeit misst, sein.
- Eine zusätzliche Tauchlampe. Diese ist nur notwendig, wenn für den Tauchgang eine Tauchlampe unbedingt benötigt wird und nicht nur mitgenommen wird, um z. B. in Ritzen und Löcher sehen zu können. Bei besonders anspruchsvollen Tauchgängen, bei denen Beleuchtung zwingend notwendig ist, um an die Oberfläche zurückzukehren – vor allem bei Höhlentauchgängen – ist auch beim Tauchen mit einem Buddy mindestens eine Reservelampe mitzuführen. Daher muss beim Solotauchen in diesen Fällen eine weitere (dritte) Lampe mitgenommen werden, um eine Beleuchtung in jedem Fall zu gewährleisten.

Je nach Art des Tauchgangs kann es notwendig sein, weitere Ausrüstung redundant mitzuführen, wie z. B. Kompass, Signalausrüstung (Boje, Spiegel, Blitzleuchte etc.), Leinen und Schneidgeräte.
Andere Ausrüstungsgegenstände werden zwar nicht redundant mitgeführt, sind aber verändert, um den besonderen Anforderungen des Solotauchens gerecht zu werden. Beispielsweise ist der Tauchanzug üblicherweise so gestaltet, dass er ohne fremde Hilfe angezogen, geschlossen, geöffnet und ausgezogen werden kann. Auch legen einige Taucher ihr Tauchblei so an, dass ein versehentliches Verlieren und der damit verbundene schnelle, ggf. unkontrollierte Aufstieg zur Oberfläche ausgeschlossen ist. Dies ist nur sicher möglich, da durch die redundante Ausrüstung mit sehr großer Wahrscheinlichkeit immer ein funktionierendes Auftriebsmittel (Weste, Anzug oder Hebesack) zur Verfügung steht. Die meisten Solotaucher legen Wert darauf, die Ventile ihrer Tauchflaschen erreichen zu können, um diese im Notfall – z. B. im Fall eines Defektes des Drucklufttauchgerätes, der zum Abblasen des Atemgases führt – schließen zu können und so den Verlust des gesamten Atemgases zu verhindern. Dies ist auch beim technischen Tauchen üblich, bei Sporttauchern aber nicht unbedingt vorgesehen, da im Ernstfall ein Tauchpartner das Ventil bedienen soll.

## Rechtliche Situation

### Deutschland
In Deutschland und seinen Ländern ist weder Solotauchen grundsätzlich verboten, noch Buddytauchen allgemein vorgeschrieben. An Gewässern, an denen Tauchen im Rahmen des Gemeingebrauchs erlaubt ist, kann in aller Regel solo getaucht werden. Abweichend können örtliche oder regionale Vorschriften erlassen worden sein, die Solotauchen untersagen. Auch einige Betreiber von Tauchbasen untersagen das Solotauchen von ihrem Gelände aus. Andere erlauben es unter bestimmten Voraussetzungen, z. B. nur für Taucher, die entsprechend ausgebildet sind und/oder einer gesonderten Anmeldung.
Basisbetreiber untersagen teilweise Solotauchen mit Berufung auf ihren Verband, der dies nicht zulassen würde, obwohl viele Verbände mittlerweile Solotauchen unter bestimmten Voraussetzungen erlauben. Grundsätzlich haben die Verbandsempfehlungen keinen rechtsverbindlichen Charakter, sondern sind nur als Stand der Technik aufzufassen. Eine formale Ausbildung durch einen Tauchsportverband ist nicht rechtlich vorgeschrieben, um solo zu tauchen. Sie wird jedoch an vielen Basen, die Solotauchen erlauben, benötigt.
Taucher in einem Buddyteam gehen eine sogenannte Gefahrengemeinschaft ein, weswegen sie in einer gegenseitigen strafrechtlichen Garantenstellung sind. Sie sind besonders zur gegenseitigen Hilfeleistung verpflichtet, da sie sich gemeinschaftlich einer potenziellen Gefahr aussetzen. Nach einem Unfall kann ein Taucher, der zu dem Unfallgeschehen beigetragen hat, dadurch sowohl strafrechtlich, als auch zivilrechtlich zur Verantwortung gezogen werden. Ein Solotaucher umgeht dieses Risiko naturgemäß.

### USA
In den Vereinigten Staaten besteht das Risiko, für einen Tauchunfall eines Buddys rechtlich verantwortlich gemacht zu werden. Dies ist für einige Taucher ein Grund, solo zu tauchen.

### Versicherungen
Grundsätzlich ist nur durch wenige allgemeine Kranken- und Unfallversicherungen die Ausübung des Tauchsports voll abgedeckt. Daher werden gesonderte Tauchsportversicherungen angeboten. Eine einheitliche Aussage zum Solotauchen gibt es bei diesen nicht. Während in der Versicherung für Mitglieder des VDST, die von der HDI angeboten wird, Solotauchen explizit ausgeschlossen ist, ist es z. B. bei den Versicherern Aqua Med und DAN nicht grundsätzlich ausgeschlossen.

## Ausbildung

### Inhalt
Das Hauptziel bei der Ausbildung zum Solotaucher ist, so autark wie möglich zu werden, um mit allen prinzipiell vorhersehbaren Problemen umgehen zu können. In der Ausbildung werden daher planerische und technische Kompetenzen vermittelt sowie auch Grundlagen der Risikoanalyse. Die Taucher werden bezüglich ihrer Fitness und Disziplin sensibilisiert und lernen, die notwendige Ausrüstung auszuwählen. Ein zusätzlicher Vorteil ist dabei, dass diese Fähigkeiten auch die Sicherheit beim Buddytauchen erhöhen, indem der Solotaucher das Risiko eines Eigenunfalles minimiert, mit dem der Tauchpartner möglicherweise nicht umgehen könnte. Organisationen, die Solotaucher ausbilden empfehlen die Self-sufficiency-Kurse für alle Taucher mit zunehmender Erfahrung, um beim Tauchen insgesamt sicherer zu werden.
Im Einzelnen wird unter anderem ausgebildet, wie der Taucher auf seine redundante Atemgasversorgung zugreift, wie er sich selbst im Falle eines Hängenbleibens befreien kann, wie er die Reservemaske aufsetzt und wie er im Notfall Auftrieb herstellt. Während des Kurses werden auch die Schwimmfertigkeiten und -ausdauer getestet, sowie auch weitere taucherische Fähigkeiten, die mit dem Solotauchen direkt oder indirekt zusammenhängen, z. B. Navigations- und Tauchplanungsfähigkeiten (inklusive Gasmanagement).
Die CMAS Self-rescue-diver-Ausbildung beinhaltet zudem die Nutzung farbcodierter Tauchbojen – rot für eine Positionsanzeige, gelb um ein Problem zu signalisieren – und Benutzung einer sperrbaren Leinenrolle, um die Aufstiegsgeschwindigkeit im Fall eines ungeplanten positiven Auftriebs zu kontrollieren.

### Voraussetzungen
Für Solotaucher gibt es bei den verschiedenen Ausbildungsorganisationen unterschiedliche Teilnahmevoraussetzungen für die Kurse. Übliche Anforderungen sind:
- ein Mindestalter, das über dem für Anfängerkurse liegt, oft 21 Jahre[33]
- eine Zertifizierung für fortgeschrittene Taucher, etwa auf dem Level eines „Advanced open water diver“ bei PADI oder eine vergleichbare Qualifikation
- teilweise weitere Aufbaukurse zu Navigation, Ausrüstung[45], oder Tieftauchen[16]
- eine Mindestanzahl an Tauchgängen. Üblich sind 100 Tauchgänge[33] teilweise aber weniger, wenn der Taucher die nötigen Grundfähigkeiten nachweisen kann.[16]
- oft ein Nachweis der gesundheitlichen Eignung (Tauchtauglichkeitsuntersuchung)

Neben den formalen Anforderungen müssen sich Solotaucher bei dieser Art des Sports wohlfühlen und sich entspannen können. Es ist eine gewisse persönliche Reife und Gelassenheit, aber auch Disziplin erforderlich.

### Anbieter
Solotauchen wurde von den meisten Freizeit-Tauchsportverbänden zumindest zeitweise zum technischen Tauchen gerechnet und davon abgeraten, da es gefährlicher sei als Buddytauchen. Die erste Organisation, die eine Solo-Tauch-Zertifizierung anbot, war Scuba Diving International (SDI). 2011 begann PADI einen Solo-Specialty-Kurs unter dem Namen „Self-reliant Diver“ anzubieten, welcher in vieler Hinsicht (z. B. Teilnahmevoraussetzungen) dem von SDI angebotenen Kurs ähnelt.
Etablierte Tauchorganisationen betrachten das Buddysystem nach wie vor als den Regelfall und lehren Tauchanfänger ausschließlich im Buddysystem zu tauchen und machen es zu einem der Grundsätze ihrer Organisation. Dies führt zu dem Dilemma, dass im Grunde kein Kurs für Solotaucher angeboten werden dürfte, die interessierten Taucher aber als Kunden gehalten werden sollen. Auch aus diesem Grund sind entsprechende Kurse oft anders benannt.
Unter anderem bieten folgende Organisationen Kurse für Solotaucher oder Self-reliant diver an:
| Organisation                                                     | Kursbezeichnung       | Voraussetzung                                                                        | Mindestalter | Mindestanzahl Tauchgänge |
| ---------------------------------------------------------------- | --------------------- | ------------------------------------------------------------------------------------ | ------------ | ------------------------ |
| CMAS (Confédération Mondiale des Activités Subaquatiques)        | Self rescue diver     | CMAS **                                                                              | -            | -                        |
| DIWA (Diving Instructor World Association)                       | Self-reliant diver    | DIWA Advanced open-water diver                                                       | unbekannt    | unbekannt                |
| IANTD (International Association of Nitrox and Technical Divers) | Self-sufficient diver | IANTD Deep diver                                                                     | 17           | 25                       |
| IDDA                                                             | Solo Diver            | IDDA AOWD                                                                            | 18           | -                        |
| PADI (Professional Association of Diving Instructors)            | Self-reliant diver    | PADI Advanced open-water diver                                                       | 18           | 100                      |
| Pro Tec                                                          | Self reliant diver    | Pro tec ** oder Advanced open water diver, Advanced navigation, Specialty Ausrüstung | 18           | -                        |
| SDI (Scuba Diving International)                                 | Solo diver            | SDI Advanced diver                                                                   | 21           | 100                      |
| SSI (Scuba Schools International)                                | Independent diving    | SSI Diver Stress & Rescue oder äquivalent                                            | 18           | 75                       |

Im VDST wird zwar auch der CMAS Self-rescue-diver-Kurs angeboten, aber als Kurs „Problemlösungen“ bezeichnet, da der Verband Solotauchen grundsätzlich ablehnt. Auch andere Verbände sprechen sich gegen Solotauchen aus, wie z. B. GUE.